# Мабскот (Западна Вирџинија)
Мабскот (енгл. Mabscott) град је у америчкој савезној држави Западна Вирџинија.

## Демографија
По попису из 2010. године број становника је 1.408, што је 5 (0,4%) становника више него 2000. године.
| Група             | 2000.         | 2010.         |
| Белци             | 1.309 (93,3%) | 1.280 (90,9%) |
| Афроамериканци    | 74 (5,3%)     | 72 (5,1%)     |
| Азијати           | 2 (0,1%)      | 1 (0,1%)      |
| Хиспаноамериканци | 6 (0,4%)      | 14 (1,0%)     |
| Укупно            | 1.403         | 1.408         |